# پوابلو (کلرادو)
پوابلو (به انگلیسی: Pueblo) شهری در ایالت کلرادو کشور ایالات متحده آمریکا است که جمعیت آن در سرشماری سال ۲۰۱۰ میلادی، ۱۰۶٬۵۹۵ نفر بوده‌است.